# Möbiusband

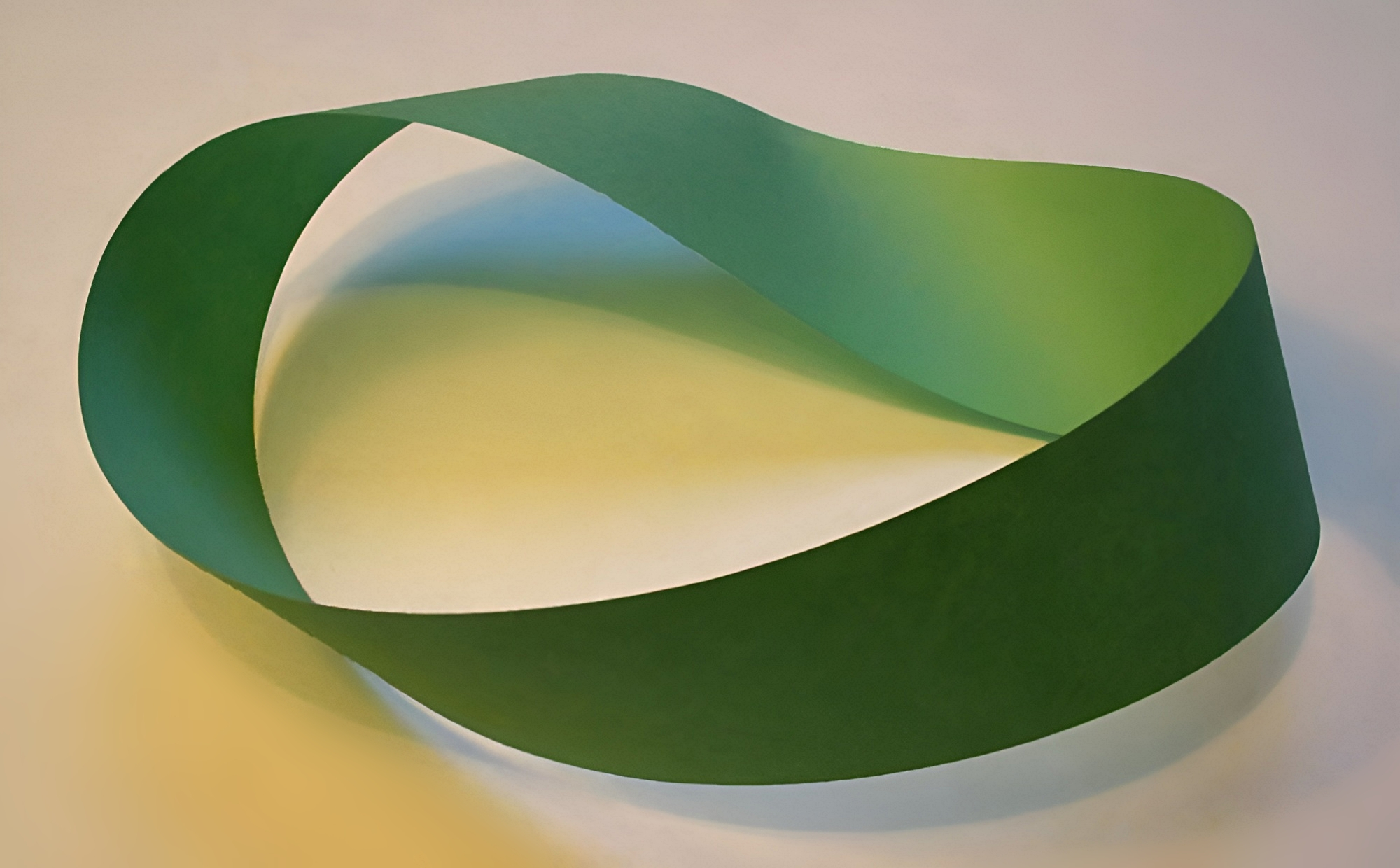
Möbiusband aus Papier

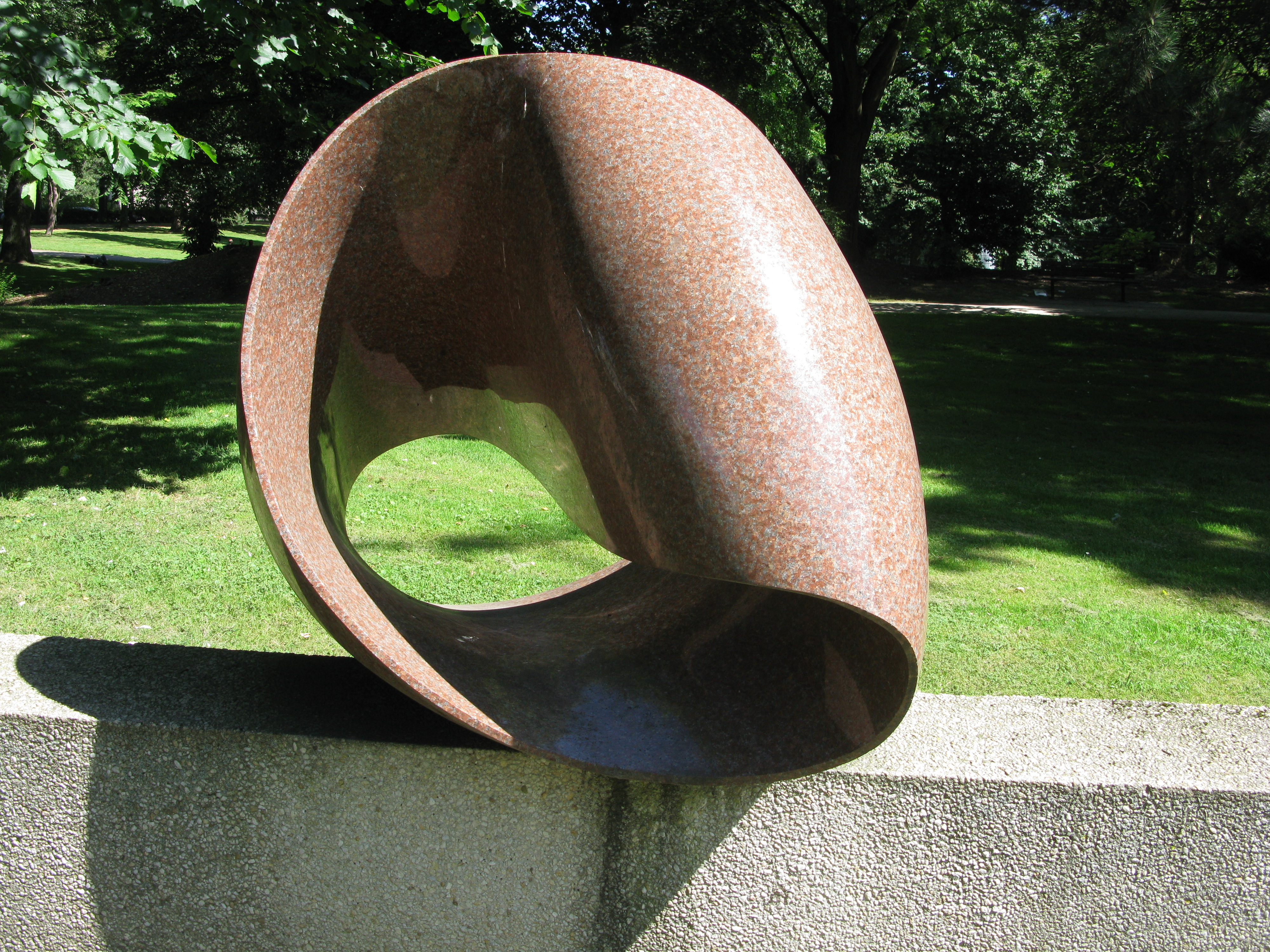
Möbiusband aus Granit: Skulptur unendliche Schleife von Max Bill aus Tranas-Granit; Stadtgarten Essen (an der Hohenzollernstraße)

Möbiusband, Möbiusschleife oder Möbius’sches Band bezeichnet eine Fläche, die nur eine Kante und eine Seite hat. Sie ist nicht orientierbar, das heißt, man kann nicht zwischen unten und oben oder zwischen innen und außen unterscheiden.
Das Möbiusband wurde im Jahr 1858 unabhängig voneinander von dem Göttinger Mathematiker und Physiker Johann Benedict Listing und dem Leipziger Mathematiker und Astronomen August Ferdinand Möbius beschrieben.

## Beschreibung
Ein Möbiusband ist leicht herzustellen, indem man einen längeren Streifen Papier mit beiden Enden ringförmig zusammenklebt, ein Ende aber vor dem Zusammenkleben um 180° verdreht. Solche Möbiusbänder besitzen eine Mittellinie, die keinen Kreis einnehmen kann – es sei denn, das Band wird örtlich gedehnt. Die Form, die ein solches Band ungedehnt einnehmen kann, wird vollständig durch den Verlauf der Mittellinie beschrieben. Möbiusbänder, deren Mittellinie auch im entspannten Zustand ein Kreis ist, können nicht aus einem geraden zweidimensionalen Papierstreifen gefertigt werden – sie besitzen entlang ihres Umfanges ungleich geformte Teilelemente, aus denen zusammengesetzt sie gedacht werden können.
Möbiusbänder sind chiral.
Das Möbiusband geht derart in sich selbst über, dass man, wenn man auf einer der scheinbar zwei Seiten beginnt, die Fläche einzufärben, zum Schluss das ganze Objekt gefärbt hat.

1-mal geschlitztes Möbiusband

2-mal geschlitztes Möbiusband

Andere interessante Effekte entstehen, wenn man auf dem Band eine Mittellinie oder zwei zur Mittellinie parallele Linien einzeichnet und das Band entlang dieser Linie(n) aufschneidet, also es scheinbar halbiert oder drittelt. Im ersten Fall, also beim Durchschneiden entlang der Mittellinie, entsteht ein zweifach verdrillter (um 720° in sich verdrehter) Ring mit zwei Seiten und zwei Rändern. Im zweiten Fall entsteht aus den äußeren Dritteln ein zweifach verdrillter Ring wie im ersten Fall, das mittlere Drittel ergibt ein neues, darin hängendes Möbiusband. Dieses Spiel kann man mit beliebig kleiner Einteilung fortsetzen: „viertelt“ man das Band, entstehen zwei doppelt verdrillte Bänder, die nicht nur ineinander hängen, sondern auch noch einmal häufiger umeinander geschlungen sind; „fünftelt“ man es, entsteht dieselbe Figur mit einem zusätzlichen inneren Möbiusband, das in den beiden Ringen hängt; „sechstelt“ man das Band, erhält man zwei Ringe, die sich doppelt umschlingen und von einem weiteren Ring doppelt umschlungen werden, wobei der äußere und die beiden inneren Ringe beliebig untereinander austauschbar sind; „siebtelt“ man es wiederum, kommt wieder ein Möbiusband hinzu, das in den drei Ringen hängt usw. Ist {\displaystyle n} der Nenner des Bruchteils, in den man das Band scheinbar einteilt, und ist {\displaystyle n} gerade, also {\displaystyle n=2r}, so erhält man {\displaystyle r} Ringe; ist {\displaystyle n} ungerade, {\displaystyle n=2r+1}, so ist zusätzlich ein Möbiusband durch die Ringe geschlungen.
Mathematisch gesehen ist das Möbiusband eine nicht-orientierbare Mannigfaltigkeit. Eine weitere Fläche, die in diese Kategorie gehört, ist die Kleinsche Flasche; man kann eine Kleinsche Flasche so in zwei Teile zerlegen, dass aus ihr zwei Möbiusbänder entstehen.

## In der Natur
- Geladene Teilchen, die im Magnetfeld der Erde eingefangen wurden, können sich auf einem Möbiusband bewegen.[3]
- Das zyklische Protein Kalata B1, Wirkstoff der Pflanze Oldenlandia. O. affinis, als Naturheilmittel z. B. für die Geburtseinleitung, hat eine Möbius-Topologie.[4]

## In Kunst, Literatur und Popkultur

Möbius-Farbschema als Abwandlung des Vier-Farben-Satzes

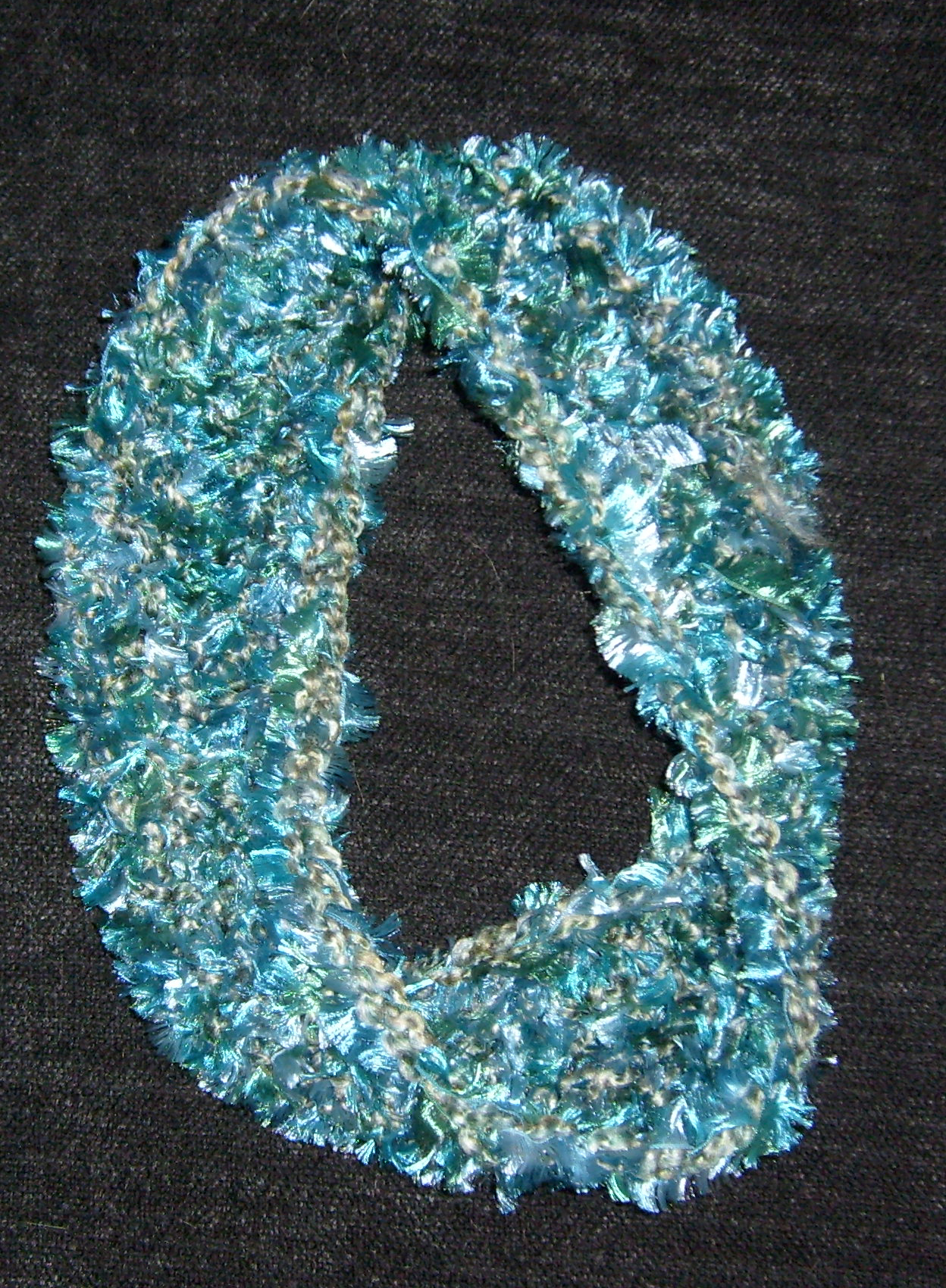
Möbius-Schal

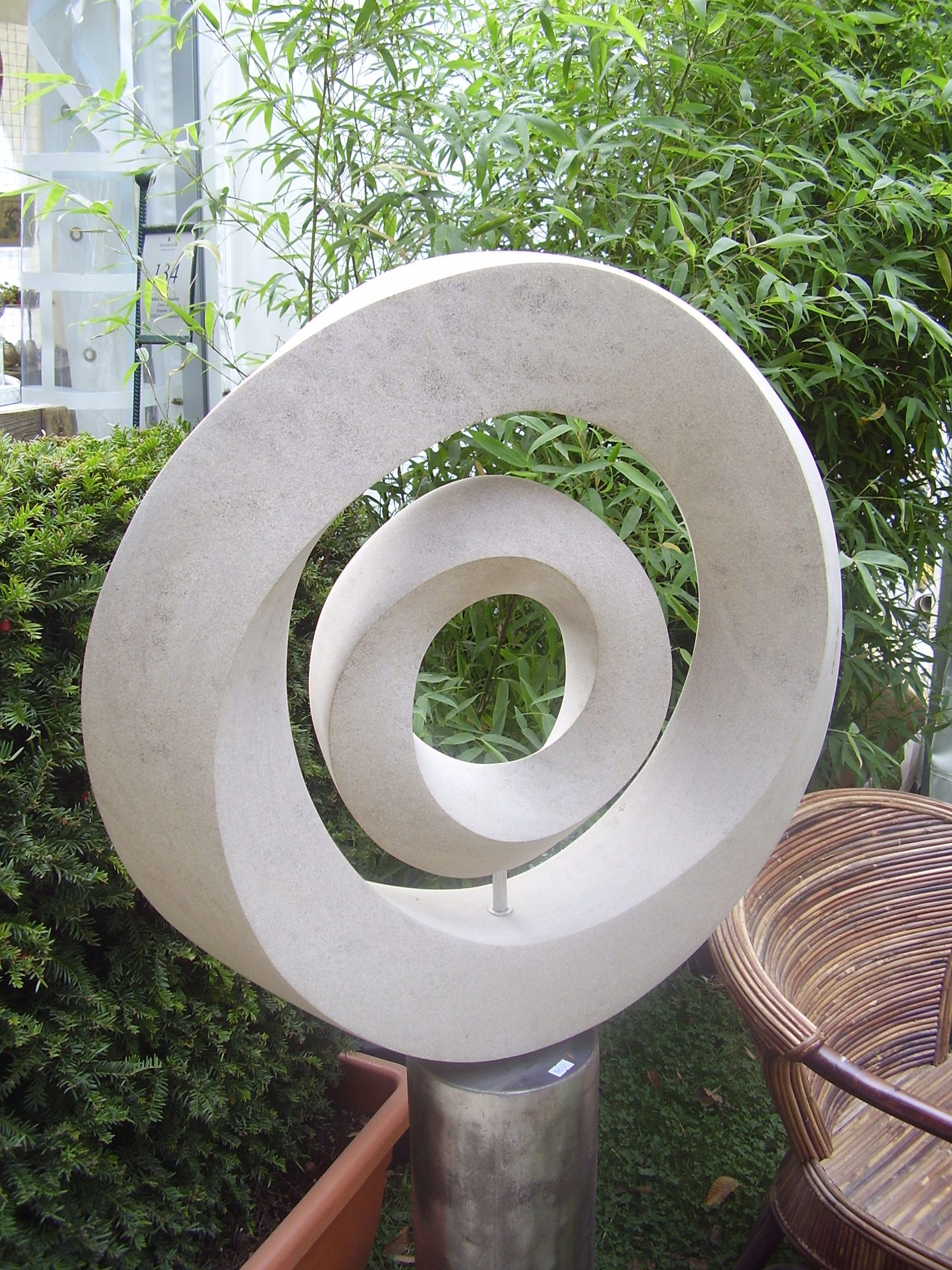
Möbius-Skulptur – Möbiusbänder, die jeweils so dick sind wie breit, quadratischer Querschnitt, 180° Verdrillung

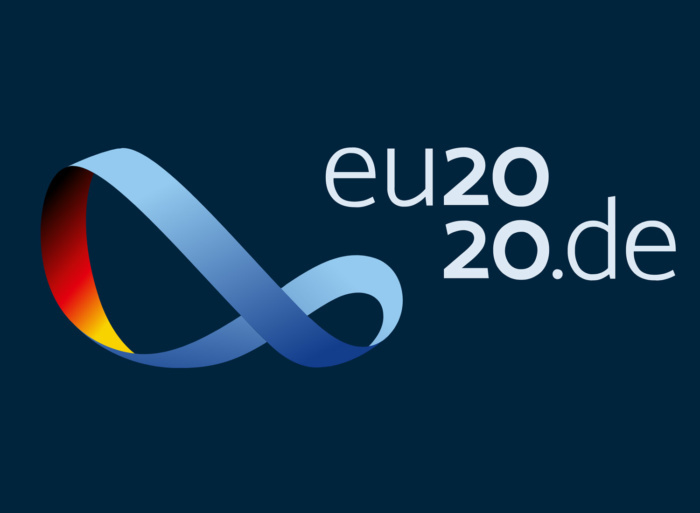
Logo der Deutschen EU-Ratspräsidentschaft 2020

Berühmte Darstellungen des Möbiusbandes in der Kunst gibt es z. B. von M. C. Escher (Möbiusband I und II, 1963) sowie in neuerer Zeit von Gideon Möbius-Sherman. In der 1950 erschienenen Kurzgeschichte A Subway Named Mobius von A. J. Deutsch verschwindet ein Zug im komplexen U-Bahn-System von Boston. Die Geschichte diente als Vorlage für die Filme Moebius (Deutschland 1992) und Moebius (Argentinien 1996). In der Literatur wird das Möbiusband ebenfalls thematisiert: Die Struktur von John Barths Kurzgeschichtenserie Lost in the Funhouse (dt. „Ambrose im Juxhaus“) basiert auf dem Unendlichkeits- oder Wiederholungsprinzip (z. B. fehlende Mitte) des Möbiusbandes. Auch wird dem Buch ein Möbiusband mitgeliefert, das postmoderne Literaturansätze („Frame-Tale“) spiegelt. Es ist beschriftet mit: „Once upon a time there was a story that began once upon a time …“. Diese Form der Selbstreferenz ist typisch für sogenannte Seltsame Schleifen. Der Lyriker Erich Fried bezieht sich in seinem Gedicht Topologik auf das Möbiusband: „Ich habe mir ein Möbiusherz gefasst, das sich in ausweglose Streifen schneidet.“ Max Bill schuf ab den 1930er Jahren zahlreiche Plastiken, die den visuellen Repräsentationen des Möbiusbandes entsprechen: z. B. Unendliche Schleife (1935/37), Kontinuität (Zürichsee; 1947, zerstört 1948) oder Unendliche Schleife (Stadtgarten Essen, an der Hohenzollernstraße; 1974). Seine Skulptur Kontinuität (1986) stellt jedoch kein Möbiusband dar, entgegen gängiger Auffassung.
Das zu der zum 1. Juli 2020 stattfindenden Übernahme des sechsmonatigen Vorsitzes Deutschlands im Rat der Europäischen Union entworfene Logo zeigt eine Möbiusbanddarstellung und symbolisiert ein „integratives und innovatives Europa, in dem unterschiedlichste Menschen und Interessen zu einem gemeinsamen Ganzen zusammenfinden“, so die Erklärung seitens der Bundesregierung im Rahmen der Vorstellung.
Auch in der seit 1986 existierenden Romanreihe Necroscope des englischen Autors Brian Lumley spielt das Möbiusband eine wichtige Rolle. Es ist das Symbol einiger Figuren, vor allem aber bedeutend für die Hauptperson Harry Keogh. Er erlernt die Fähigkeit des Zeitreisens mit Hilfe des sogenannten Möbiuskontinuums, das sich ähnlich dem Möbiusband verhält.
Das Möbiusband wird auch in der Perry-Rhodan-Serie thematisiert und bildet hier die dreidimensionale Modellbeschreibung für die beiden Seiten des {\displaystyle n}-dimensionalen Universums (Arresum und Paresum).
Lars Gustafsson entwickelt das Möbiusband in seinem Roman Frau Sorgedahls schöne weiße Arme weiter zu einer Möbius-Zeitflasche, in der wir gefangen sind. Außerhalb unseres Lebens gibt es nichts.
In der Manga-Reihe Angel Sanctuary wird das Schicksal des hohen Engels Alexiel und der steten Wiedergeburt seiner Seele in menschlichen Körpern, denen ein grausames und blutiges Schicksal vorherbestimmt ist, mit einer Möbius-Schleife verglichen.
Im 2011 in deutscher Sprache erschienenen Roman Karte und Gebiet von Michel Houellebecq ist ein Möbiusband auf der Grabplatte der Romanfigur Michel Houellebecq eingemeißelt.
Im Jahr 2011 hat der Student der Robotik Aaron Hoover an der University of California, Berkeley ein Möbius-Getriebe als technische Spielerei mittels 3D-Druck hergestellt.
Im Videospiel Mario Kart 8 stellt die Rennstrecke Marios Piste ein Möbius-Band dar. Auch die 8 im Logo zeigt ein Möbius-Band.
2013 drehte der französische Regisseur Éric Rochant einen Agentenfilm mit dem Titel Die Möbius-Affäre. Das Möbiusband symbolisiert die Situation des Protagonisten, ein hoher Offizier des KGB, der sich unversehens – auf der anderen Seite – als Agent der CIA wiederfindet.
Die DDR-Avantgarde-Band AG. Geige widmete dem Möbiusband ein Lied auf dem 1989 erschienenen Album Trickbeat.
In der Mode wurden auch schon Möbiusschals entworfen.
Im Schauspiel Solaris nach Stanislaw Lem von Bettina Bruinier und Katja Friedrich am Münchner Volkstheater (2011) ist ein von einem Modellauto befahrenes Möbiusband wichtiger Bestandteil der Inszenierung (Bühnenbild: Markus Karner).
Das Möbiusschach ist eine Variante des Zylinderschachs, bei der man sich beim „Anschluss“ der Längsseiten noch eine Verdrillung des Spielfeldes hinzudenkt.
Die Logos der Commerzbank und des deutschen Gebäudereiniger-Handwerks zeigen ein Möbiusband.

## In der Technik

### Mechanik
- Das Band eines Riemengetriebes kann als Möbiusband ausgeführt sein. An Getrieben mit Riemenscheiben mit parallelen Achsen erleichtert es das Aufziehen und Abwerfen des Riemens. Die 180°-Verdrillung sollte dann im Leertrum liegen, in dessen Längenmitte der Riemen schonend mit zwei Walzen in seiner seitlichen Lage geführt werden kann. Durch diese Verdrillung werden die bandkantennahen Zonen etwas stärker gedehnt. Ändert sich das Flattern, gelangen „beide Bandseiten“ in Eingriff, und das Bandmaterial wird bei einem Umlauf in eine und beim nächsten in die Gegenrichtung gekrümmt.

### Unterhaltungselektronik
- Beim Tefifon könnte man das von einer Tonabnehmernadel abgetastete Schallband als Möbiusband ausführen,[12] was sich aber als nicht praktikabel erwiesen hat.

### Elektrotechnik
- Das schaltungstechnische Analogon eines Möbiusbandes ist ein Ringzähler mit einer Invertierung (Johnson-Zähler): Eine Bitsequenz erreicht nach zwei Umläufen den Ausgangszustand, mithin kann mit {\displaystyle n} Speicherzellen bis {\displaystyle 2n} gezählt werden; Zählen sehr schnell aufeinanderfolgender Impulse.[13][14]
- Als kompakter Resonator mit der Resonanzfrequenz bei der Hälfte baugleicher linearer Spulen.[15]
- Als induktionsloser Widerstand, der auch als Möbius-Widerstand bezeichnet wird.[16]

### Physik
- Als Supraleiter mit hoher Sprungtemperatur.[17]
- Der Stellarator ist ein Typus eines Kernfusionsreaktors, bei dem das Plasma durch entsprechend geformte Feldspulen auf eine möbiusförmige Bahn gebracht wird.

### Chemie
- Als „Knotenmoleküle“ mit besonderen Eigenschaften (Knotane, Chiralität).[18]

### Nanotechnologie
- Als molekulare Motoren.[19]
- Als Graphen-Band (Nano-Graphit) mit neuartigen elektronischen Eigenschaften, wie helikalem Magnetismus.[20]

## In der Mathematik

### Parameterdarstellung

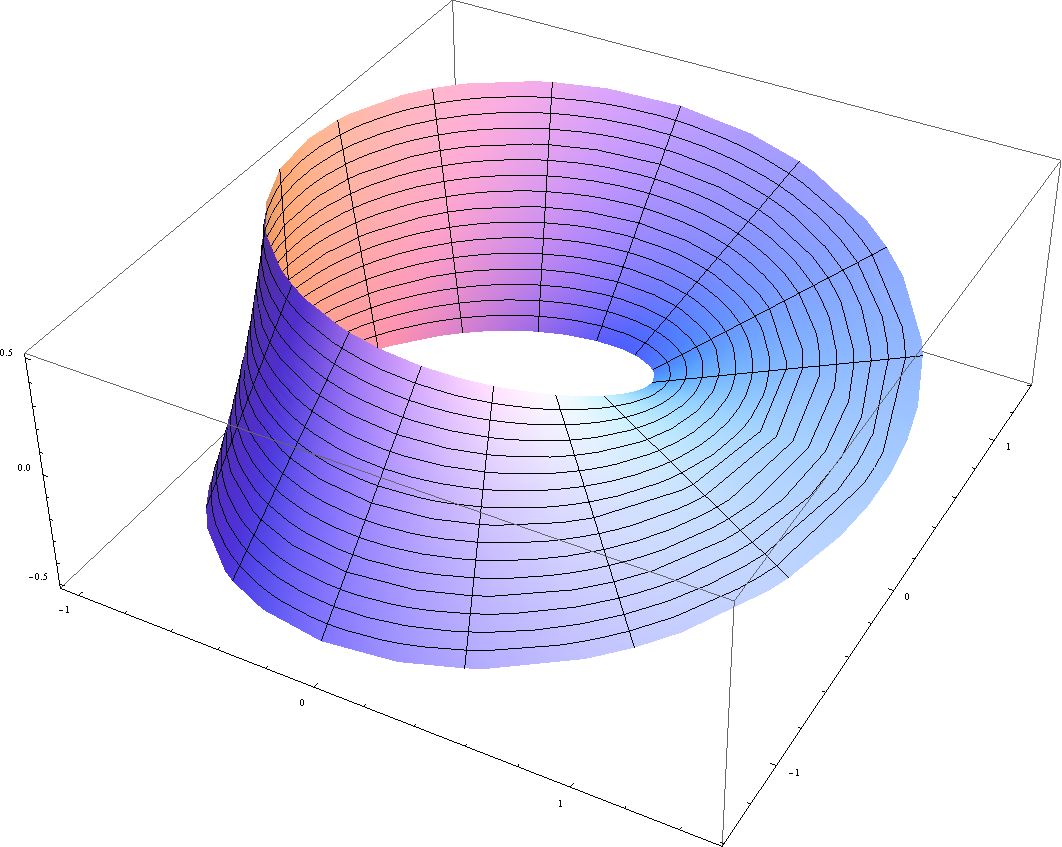
Plot eines Möbiusbandes

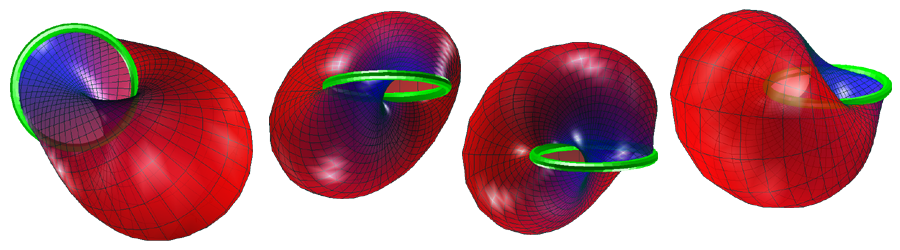
3D-Ansichten einer Möbius-Schnecke

Das Möbiusband kann als Fläche mittels der folgenden Parameterdarstellung gezeichnet werden:
{\displaystyle x(r,\alpha )=\cos(\alpha )\cdot \left(1+{\frac {r}{2}}\cos {\frac {\alpha }{2}}\right)}
{\displaystyle y(r,\alpha )=\sin(\alpha )\cdot \left(1+{\frac {r}{2}}\cos {\frac {\alpha }{2}}\right)}
{\displaystyle z(r,\alpha )={\frac {r}{2}}\sin {\frac {\alpha }{2}}}
mit {\displaystyle 0\leq \alpha <2\pi } und {\displaystyle -1\leq r\leq 1}. Damit wird ein Möbiusband mit einer Breite von 1 erstellt, dessen Mittellinie mit dem Einheitskreis der xy-Ebene zusammenfällt. Der Winkel {\displaystyle \alpha } hat seinen Scheitel im Zentrum; während er sich ändert, führt die Variation von {\displaystyle r} zur Fläche, die sich zwischen der einzigen Kante spannt. Wie im Bild rechts leicht zu erkennen ist, handelt es sich nicht um ein aus einem Papierstreifen zu fertigendes Möbiusband – im waagerechten Teil ähneln die Teilelemente symmetrischen Trapezen.
Mit Hilfe von Zylinderkoordinaten {\displaystyle (r,\theta ,z)} kann das Möbiusband durch
{\displaystyle \log(r)\cdot \sin(\theta /2)=z\cdot \cos(\theta /2)}
beschrieben werden.

### Topologie

Möbiusband als Quotientenraum

Die Topologie bietet einen mathematischen Weg, ein Möbiusband durch das gegensinnige Zusammenkleben der Enden eines Papierstreifens herzustellen. Dort wird ein Möbiusband als Quotientenraum des Quadrats {\displaystyle (x,y)\in [0,1]\times [0,1]} definiert, wobei zwei gegenüberliegende Seiten durch die Äquivalenzrelation {\displaystyle (0,y)\sim (1,1-y)} für {\displaystyle 0\leq y\leq 1} miteinander identifiziert werden. Das nebenstehende Diagramm verdeutlicht dies.
Das Möbiusband ist eine kompakte topologische Mannigfaltigkeit der Dimension 2.

### Geometrie
Im Bereich der Differentialgeometrie wird ein Möbiusband als eine nicht-orientierbare Fläche mit einem Loch aufgefasst. Sie kann in den {\displaystyle \mathbb {R} ^{3}} eingebettet werden. Das Band ist quasi das Standardbeispiel einer nicht-orientierbaren Fläche. Das Möbiusband lässt eine differenzierbare Struktur zu. Es ist allerdings keine riemannsche Fläche, da nicht-orientierbare Flächen keine komplexen Strukturen zulassen.
Das im ersten Abschnitt diskutierte Papiermodell des Möbiusbandes ist auf die Ebene abwickelbar. Daher verschwindet die Gaußsche Krümmung solcher Möbiusbänder. Wie im Abschnitt zur Parametrisierung eines Möbiusbandes dargestellt, gibt es aber auch Möbiusbänder, die nicht auf die Ebene abwickelbar sind. Somit sind nach dem Theorema egregium nicht alle Möbiusbänder zueinander isometrisch isomorph.

### Variationsrechnung
Neue Erkenntnisse zur mathematischen Beschreibung eines Möbiusbands wurden im Jahr 2007 durch die Wissenschaftler E. L. Starostin und G. H. M. van der Heijden publiziert. Sie haben insbesondere die Form mathematisch berechnet, die ein aus einem Band gefertigtes Möbiusband von selbst einzunehmen bestrebt ist, um so den energieärmsten Zustand anzunehmen.